# Novira Plaza
Novira Plaza est un immeuble de grande hauteur construit dans le   district de Kesklinn à Tallinn, en Estonie.

## Présentation
Novira Plaza est un immeuble de bureaux et d'appartements moderne de 15 étages.
La construction a commencé en 2014 et s'est achevée à l'été 2016.
Au rez-de-chaussée de l'immeuble, au croisement des rues Tartu maantee, Liivalaia et Pronksi, il y a des locaux commerciaux. 
Les espaces de bureau sont aux étages 1 à 12 et 14 et des espaces de vie aux 12e et 13e étages. 
La finition extérieure de Novira Plaza utilise principalement du verre, de la tôle galvanisée. 
Il y a un parking à deux étages sous le bâtiment.